# Paweł Szwed
Paweł Szwed, ur. jako Paweł Bieniek (ur. 5 lipca 1965 w Warszawie) – polski aktor.

## Życiorys
Ukończył technikum lotnicze o specjalności budowa samolotów. Studiował także wzornictwo przemysłowe na Węgrzech oraz na ASP w Warszawie.
W 1998 ukończył Studium Sztuki Filmowej i Technik TV Camerimage Film School w Toruniu. Grał w wielu serialach telewizyjnych, m.in. w Na dobre i na złe, Zostać miss, Bulionerzy. W telewizji TVN w latach 2000–2002 prowadził program Noktowizjer.
W latach 1999–2009 był prezesem Fundacji Polskich Kolei Wąskotorowych.
Dzięki jego staraniom powiat starachowicki przejął majątek zlikwidowanej Starachowickiej Kolei Dojazdowej, co uratowało ją przed fizyczną likwidacją. W latach 2003–2011 prowadził Skansen Leśnej Kolei Wąskotorowej w Pionkach oraz dążył do odbudowy Kolejki Leśnej w Pionkach.
Ma młodszą siostrę Katarzynę. Był żonaty, w 2003 rozwiódł się. Ma córkę Wandę, mieszkającą na Węgrzech.

## Filmografia
- 1997: Sposób na Alcybiadesa − kapitan marynarki handlowej, mąż Lilkowskiej (odc. 1)
- 1998: Ekstradycja 3 − pracownik banku (odc. 2)
- 1999: Na plebanii w Wyszkowie 1920 − porucznik
- 2000: Sukces − fotografik Iwo
- 2000–2001: Przeprowadzki − tragarz (odc. 5 i 7)
- 2000–2004: Na dobre i na złe − doktor Witold Gołąbek
- 2000–2001: Adam i Ewa − policjant
- 2001–2010: Klan − 4 role:
  - pracownik Biura Obsługi Klientów Zakładu Gazowniczego w Konstancinie
  - starszy aspirant Maciej Rutkiewicz
  - prywatny detektyw Waldemar Pieńkowski
  - mężczyzna posługujący się nazwiskiem Przemysław Dorecki, którego Renata Zabużańska poznała przez internet
- 2002: Sfora − sprzedawca sprzętu komputerowego (odc. 4)
- 2002–2010: Samo życie − 2 role: przedstawiciel firmy, która zamierzała reklamować się w gazecie „Samo Życie” (odc. 34); Aleks Regulski, właściciel kilku pism branżowych o modzie, który zgwałcił Julię Tobrucką (odc. 1487–1489, 1496–1497)
- 2002–2004: M jak miłość − kochanek Justyny Badeckiej (odc. 72); pracownik firmy „L'Attivo” (odc. 209)
- 2002: Chopin. Pragnienie miłości − gość na koncercie Chopina
- 2003: Zostać miss 2 − notariusz Sary Kleber
- 2003: Plebania − kierowca zabierający Joannę do Warszawy (odc. 321)
- 2003–2012: Na Wspólnej − 2 role: Robert Nowakowski, klient agencji Burzy; bankier
- 2003: Defekt − Jerzy Niewiadomski, zabity prezes Mazowieckiego Banku Kredytowego
- 2004–2007: Kryminalni − pracownik sklepu jubilerskiego Pasików (odc. 4); siwy mąż (odc. 79)
- 2004: Glina − Henryk Zarębski, mąż Elżbiety (odc. 11 i 12)
- 2004: Czwarta władza − oficer UOP
- 2005: Pensjonat pod Różą − Madej, ojciec Wioli (odc. 78 i 79)
- 2005: Bulionerzy − prezes (odc. 27)
- 2008–2010: Barwy szczęścia − prawnik Marty Walawskiej
- 2009: 39 i pół − prezes (odc. 31)